# The Heart of Everything
The Heart of Everything je čtvrté studiové album od nizozemské symfonic metalové kapely Within Temptation. Album vyšlo v roce 2007 u vydavatelství Roadrunner Records.

## Seznam skladeb
1. „The Howling“ - 5:33
2. „What Have You Done (Feat. Keith Caputo)“ - 5:13
3. „Frozen“ - 4:28
4. „Our Solemn Hour“ - 4:17
5. „The Heart of Everything [Bonus Tracks]“ - 5:35
6. „Hand of Sorrow“ - 5:36
7. „The Cross“ - 4:51
8. „Final Destination“ - 4:43
9. „All I Need“ - 4:51
10. „The Truth Beneath the Rose“ - 7:05
11. „Forgiven“ - 4:52
12. „What Have You Done (Feat. Keith Caputo - Rock Mix)“ - 3:54